# 12 Pułk Ułanów (Księstwo Warszawskie)

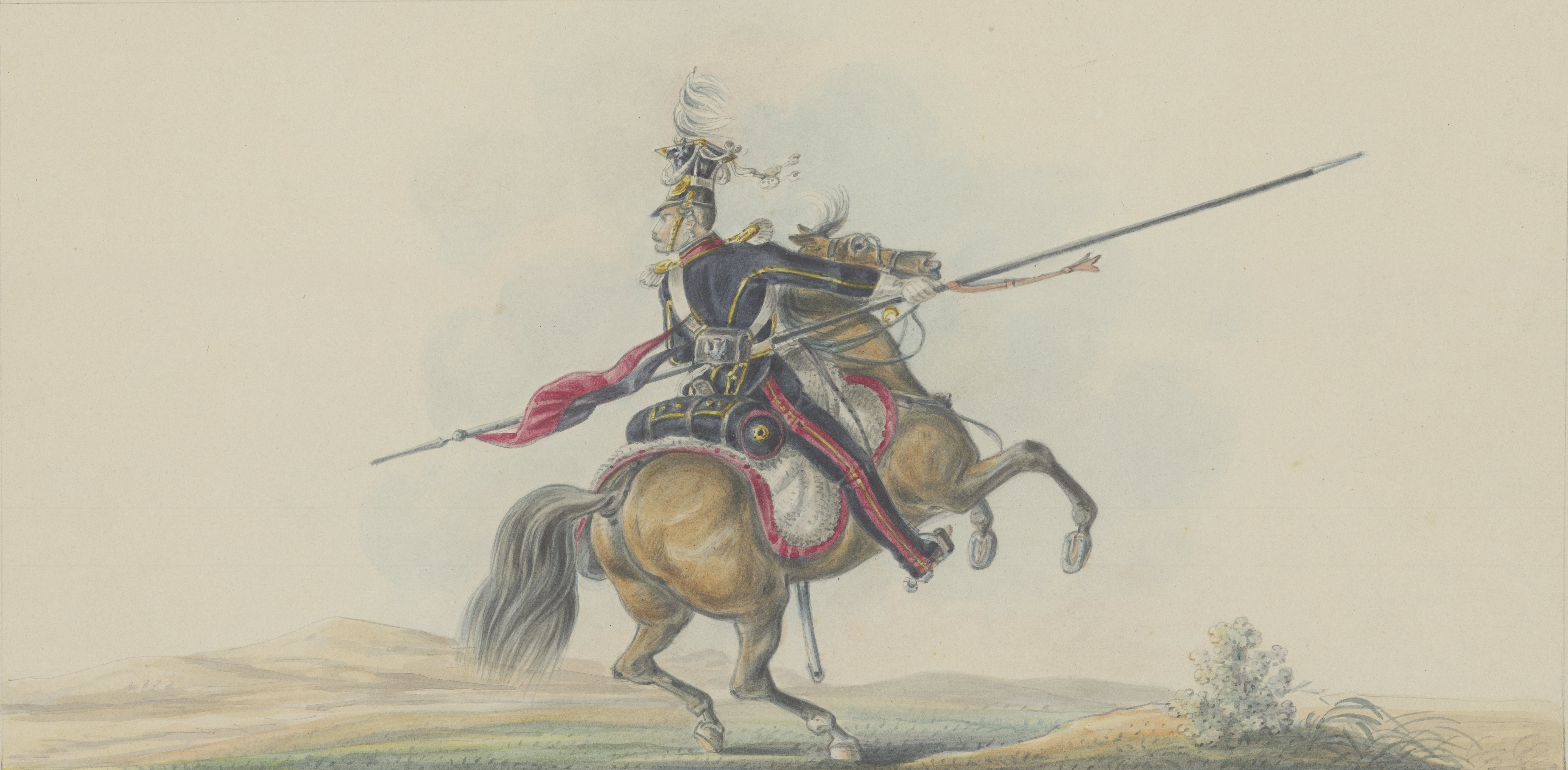
Żołnierz 12 Pułku Ułanów (akwarela, 1850–60)

12 Pułk Ułanów – oddział jazdy polskiej Armii Księstwa Warszawskiego.

## Forowanie i zmiany organizacyjne
Pułk formował się 8 czerwca 1809 na Podolu austriackim kosztem Rzyszczewskiego i mieszkańców Podola rosyjskiego i austriackiego. Do 28 grudnia tego roku nosił nazwę 5 Pułk Jazdy Galicyjsko-Francuskiej. Po włączeniu wojsk galicyjsko-francuskich do Armii Księstwa Warszawskiego 5 pułk został przemianowany na 12 Pułk Ułanów używając na pamiątkę barw biało-niebiesko-czerwonych.
Pod koniec 1809 roku pułk liczył 943 żołnierzy. Stacjonował w Białej.

## Żołnierze pułku
Dowódca pułku
- płk Gabriel Stanisław Rzyszczewski (1 lipca 1809)[1]:

Żołnierze
- ppor. Władysław Mniszek-Tchorznicki[4]

## Mundur
Od 1810 roku obowiązywała następująca barwa munduru:
 Kołnierz karmazynowy z białą wypustką; rabaty granatowe z białą wypustką.
 Lampasy spodni karmazynowe.

## Walki
W wyprawie na Moskwę w 1812 roku pułk wziął udział w bitwach pod Grodnem (30 czerwca 1812), Romanowem (4 lipca 1812), Możajskiem (5 i 7 września 1812), Mirem, Borodino, Czerykowem (29 września 1812), Woronowem i Medynią (25 października 1812) W czasie odwrotu na pewnym odcinku jeden ze szwadronów eskortował Napoleona, a po wypadku księcia Józefa Poniatowskiego 3 szwadron eskortował go z Wilna do Warszawy.
Ze względu na niskie stany osobowe w 1813 roku, 12. i 8 pułk ułanów połączyły się i walczyły pod nazwą tego ostatniego w bitwach pod Neustadt, Wachau, a w końcu pod Lipskiem (tzw. "Bitwa Narodów"). Połączonym pułkiem dowodził płk Antoni Potocki.